# Provinz Sétif
Die Provinz Sétif (arabisch ولاية سطيف, DMG Wilāyat Saṭīf, Zentralatlas-Tamazight ⴰⴳⴻⵣⴷⵓ ⵏ ⵙⵟⵉⴼ Agezdu n Sṭif) ist eine Provinz (wilaya) im nordöstlichen Algerien.

## Geografie
Die Provinz liegt rund 300 km östlich der Hauptstadt Algier auf einer landwirtschaftlich genutzten Hochebene auf 1100 m über NN, zwischen der Kabylei und dem Atlasgebirge. Die Fläche der Provinz beträgt 6526 km². Die Provinz grenzt im Norden an die Provinzen Bejaia und Jijel, im Osten an Mila, im Süden an Batna und M'Sila und im Westen an Bordj Bou Arreridj.
Der wichtigste Fluss in der Provinz ist der Oued Bou Sellam, der auch Teile der Grenze zu Bordj Bou Arreridj und Bejaia bildet.

## Bevölkerung
Rund 1.505.000 Einwohnern (Schätzung 2006) bewohnen die Provinz, die Bevölkerungsdichte beträgt somit rund 231 Einwohner/Quadratkilometer.
Hauptort und Verwaltungssitz ist die mittlere Universitätsstadt Sétif, von den insgesamt 60 Kommunen hat daneben noch die Stadt El Eulma mehr als 100.000 Einwohner.